# Kuklov
Kuklov (deutsch Kug[e]lhof oder Kuchelhof, ungarisch Kukló) ist eine Gemeinde in der Westslowakei mit 753 Einwohnern (Stand 31. Dezember 2024), die zum Okres Senica, einem Kreis des Trnavský kraj, gehört.

## Geographie

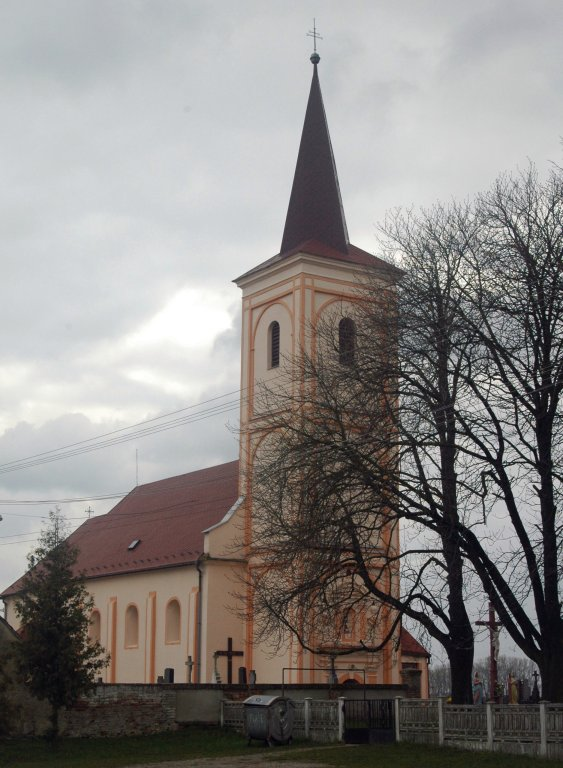
Kirche von Kuklov

Die Gemeinde befindet sich in der traditionellen Landschaft Záhorie, geomorphologisch im Tiefland Záhorská nížina am linken Ufer der Myjava, nahe der tschechischen Grenze. Das Ortszentrum liegt auf einer Höhe von 162 m n.m. und ist sieben Kilometer von Šaštín-Stráže, 25 Kilometer von Senica sowie 69 Kilometer von Bratislava entfernt.
Nachbargemeinden sind Čáry im Norden, Šaštín-Stráže im Osten, Borský Svätý Jur im Süden und Kúty im Nordwesten.

## Geschichte
Der Ort wurde zum ersten Mal 1394 als Kyklew schriftlich erwähnt und entstand auf einem alten Handelsweg von Pressburg nach Hollitsch. Das Dorf war im Besitz der Grafen von St. Georgen und Bösing, im 16. Jahrhundert den Herrschaftsgütern der Burg Ostrý Kameň und von Šaštín sowie den Geschlechtern Csobor und Bakics. 1720 sind eine Mühle und 39 Steuerpflichtige, davon 20 aus dem niederen Adel, verzeichnet; 1828 zählte man 238 Häuser und 1704 Einwohner.
Bis 1918 gehörte der im Komitat Pressburg liegende Ort zum Königreich Ungarn und kam danach zur Tschechoslowakei beziehungsweise heute Slowakei.

## Bevölkerung
| Jahr                | 1994 | 2004    | 2014    | 2024    |
| ------------------- | ---- | ------- | ------- | ------- |
| Anzahl der Personen | 755  | 790     | 795     | 753     |
| Unterschied         |      | +4,63 % | +0,63 % | −5,28 % |

| Jahr                | 2023 | 2024    |
| ------------------- | ---- | ------- |
| Anzahl der Personen | 766  | 753     |
| Unterschied         |      | −1,69 % |

Gemäß der Volkszählung 2011 wohnten in Kuklov 797 Einwohner, davon 744 Slowaken, neun Roma, drei Tschechen und ein Ukrainer; ein Einwohner war anderer Ethnie. 39 Einwohner machten keine Angabe. 675 Einwohner gehörten zur römisch-katholischen Kirche, acht Einwohner zur altkatholischen Kirche, sieben Einwohner zur evangelischen Kirche A. B., fünf Einwohner zur kongregationalistischen Kirche und jeweils ein Einwohner zur griechisch-katholischen Kirche und zur orthodoxen Kirche. 30 Einwohner waren konfessionslos und bei 101 Einwohnern wurde die Konfession nicht ermittelt.
Ergebnisse nach der Volkszählung 2001 (762 Einwohner):
| Nach Ethnie: - 96,46 % Slowaken - 2,76 % Roma - 0,66 % Tschechen - 0,13 % Magyaren | Nach Konfession: - 93,44 % römisch-katholisch - 4,33 % konfessionslos - 1,18 % evangelisch - 0,79 % keine Angabe |

## Bauwerke
- römisch-katholische Stephanskirche mit Kreuzweg, der Kern stammt schon aus dem 14. Jahrhundert, erhielt aber heutiges klassizistisches Aussehen im späten 18. Jahrhundert

## Persönlichkeiten
- Juraj Papánek (1738–1802), slowakischer Geistlicher und Historiker
- František Šubík (1903–1982), Medizinprofessor, unter dem Pseudonym „Andrej Žarnov“ Dichter der „katholischen Moderne“